# 佐原ミズ
佐原 ミズ（さはら ミズ、12月25日 - ）は、日本の漫画家、イラストレーター。神奈川県出身。血液型A型。別名義に夢花李など。
2002年、アフタヌーン四季賞2001年冬のコンテスト佳作を受賞した「ROBOT」が『月刊アフタヌーン』（講談社）に掲載されてデビュー。2004年に同誌で連載開始した「ほしのこえ」で連載デビューした。代表作に『マイガール』がある。

## 作品リスト

### 漫画
- ROBOT - 『月刊アフタヌーン』2002年4月号掲載、アフタヌーン四季賞2001年冬のコンテスト佳作。夢花李名義の単行本に収録。
- ほしのこえ - 原作：新海誠、『月刊アフタヌーン』連載、2004年4月号 - 2005年2月号、講談社、2005年刊。ISBN 978-4-06-334984-9
- 雲のむこう、約束の場所 - 原作：新海誠、『月刊アフタヌーン』にて連載、2006年2月号 - 10月号までを最後に休載。連載開始にあたり、新海は自己のサイトで「僕は佐原さんの綴る「雲のむこう〜」が読みたかった」と述べている[要出典]。
- ナナイロセカイ - 『月刊MELODY』（白泉社）連載、2006年1月号 - 4月号、『バス走る。』のコミックスに一部収録。
- バス走る。 - 『週刊コミックバンチ』連載、2005年26号 - 28号、新潮社、2007年刊。ISBN 978-4-10-771336-0。新装版、徳間書店、2018年11月刊。ISBN 978-4-19-980533-2。
- マイガール  - 『週刊コミックバンチ』連載、2006年6月2日号 - 2010年9月10日号、新潮社、全5巻。2009年ドラマ化。
- 私たちの幸せな時間 - 原作：孔枝泳、翻訳：蓮池薫、『週刊コミックバンチ』連載、2008年17号-20号、新潮社。ISBN 978-4-10-771439-8
- スキマ式 - 佐原ミズ×スキマスイッチ、『MELODY』（白泉社）連載、2008年12月号  - 2011年4月号。
- 鉄楽レトラ - 『ゲッサン』連載、小学館、2011年5月号 - 2015年1月号。全6巻。
- 冬の花 - 『月刊コミックゼノン』 2011年12月号（傑作読切三部作の第一弾として掲載）。
- バス走る。―さくら町停留所―　- 『月刊コミックゼノン』 2012年1月号（傑作読切三部作の第二弾として掲載）。
- ゆびきり姫 - 『月刊コミックゼノン』 2012年2月号（傑作読切三部作の第三弾として掲載）元は97年に製作された作品。『私と私』のコミックスに収録。
- 夜（いつや）さん - 『月刊コミックゼノン』連載、2012年1月号 - 2013年11月号、隔号連載、徳間書店、全2巻。
  1. 2012年11月刊。ISBN 978-4-19-980118-1
  2. 2013年12月刊。ISBN 978-4-19-980177-8
- 神様のジョーカー - 原作：楠みちはる、『イブニング』2015年11号 - 2016年24号、講談社、全3巻。
- 箱庭の虜 - 『月刊コミックゼノン』2017年6月号（佐原ミズのシリーズ読切第1弾として掲載）、『私と私』のコミックスに収録。
- 私と私 - 『月刊コミックゼノン』2017年10月号（佐原ミズのシリーズ読切第2弾として掲載）、徳間書店。ISBN 978-4-19-980469-4
- 尾かしら付き。 - 『月刊コミックゼノン』連載、2018年5月号 - 2020年1月号、徳間書店、全4巻。2023年8月、実写映画化[4][5]。
  1. 2018年11月刊。ISBN 978-4-19-980531-8
  2. 2019年6月刊。ISBN 978-4-19-980576-9
  3. 2020年1月刊。ISBN 978-4-19-980613-1
  4. 2021年7月刊。ISBN 978-4-86720-248-7
- ハネチンとブッキーのお子さま診療録 - 『月刊コミックゼノン』連載、2023年5月号[6] - 、徳間書店、既刊3巻。

### イラスト

#### 挿絵・表紙絵
- ぼくらの輪廻転生 - 著：さとうまきこ 、『カドカワ銀のさじシリーズ』2010年5月29日、角川書店
- 秘め事少女 - 著：成田アン、『講談社X文庫ホワイトハート』2012年4月27日、講談社
- 誰もが僕に『探偵』をやらせたがる - 著：白石かおる、2013年3月1日、角川書店
- トオチカ - 著：崎谷はるひ、2013年4月25日、角川書店
- 名探偵だって恋をする - 著：アンソロジー、『角川文庫』2013年9月25日、角川書店
- うちの執事が言うことには - 著：高里椎奈、『角川文庫』2014年3月25日 - 2016年11月25日、KADOKAWA/角川書店、全9巻
- 小説屋sari-sari[7]  - 電子雑誌、2015年7月配信号 - 2016年6月配信号、KADOKAWA、全12冊
- 僕と死神（ボディガード）シリーズ - 著：天野頌子、『講談社タイガ』2015年11月20日 - 、講談社、既刊2巻
- 君が香り、君が聴こえる - 著：小田菜摘、『集英社オレンジ文庫』2016年5月20日、集英社
- うちの執事に願ったならば - 著：高里椎奈、『角川文庫』2017年3月25日 - 2021年2月25日、KADOKAWA/角川書店、全10巻
- そして、アリスはいなくなった - 著：ひずき優、『集英社オレンジ文庫』2017年5月19日、集英社
- 放課後の嘘つきたち - 著：酒井田寛太郎、『ハヤカワ文庫JA』2020年11月19日、早川書房

#### イメージキャラクター
- Webマンガサイト「コミックタタン」[8] - 2018年4月29日 - 2019年10月24日、徳間書店

## 夢花李の作品

### 漫画
- 同細胞生物 - 夢花李の初コミックス。大洋図書、2001年刊。ISBN 978-4-8130-0860-6
- チョウになる日 - 大洋図書、2003年刊。ISBN 978-4-8130-0934-4
- 昔久街（なつかしまち）のロジオネ - 表題作を含む短編集。『月刊Asuka』（内「ROBOT」のみ『月刊アフタヌーン』（佐原ミズ名義））掲載、角川書店、2005年刊。ISBN 978-4-04-853813-8
- 天狗神 - 『夢幻アンソロジー』連載、祥伝社、2007年刊。ISBN 978-4-396-79006-6
- 約束サイレン - 『月刊Asuka』連載、2009年3月号 - 2010年7月号、角川書店。未単行本化。

### イラスト
- 放送室で恋をしよう！ - ビブロス『ビーボーイノベルズ』著：池戸裕子（1998年5月）
- 吉崎さん家の家庭の事情 - 桜桃書房『エクリプスロマンス』著：魔鬼砂夜花（1998年9月）
- 堕天使に微笑みを- 桜桃書房『エクリプスロマンス』著：魔鬼砂夜花（1999年9月）
- あなたのためにシリーズ - リーフ出版『リーフノベルズ』著：高崎ともや（2000年1月 - 2004年12月）全3巻。
- ラブ・サピエンス - 大洋図書『SHYノベルス』著：たけうちりうと（2000年4月）
- そして恋がはじまる - 徳間書店『キャラ文庫』著：月村奎（2000年8月 - 2004年6月）全2巻。
- あまい唇、にがいキス - オークラ出版『アイスノベルズ』著：神奈木智（2000年10月）
- はいまーとろーぜ - オークラ出版『アイスノベルズ』著：鈴木あみ（2001年4月 - 2002年2月）全3巻。
- blue〜海より蒼い〜 - 徳間書店『キャラ文庫』著：染井吉乃（2001年4月）
- イミテーション・ウェディング - 桜桃書房『エクリプスロマンス』著：魔鬼砂夜花 （2001年6月）
- 恋愛は貴族のたしなみ - 大洋図書『SHYノベルス』著：遠野春日（2001年11月）
- イノセント・ガーデン - 集英社『コバルト文庫』著：石川宏宇（2002年4月 - 12月）全2巻。
- 誰よりも君を　ブランドロマンス - 大洋図書『SHYノベルス』著：秋津京子（2002年12月）
- となりの王子様 -  徳間書店『キャラ文庫』著：桜木知沙子（2003年2月）
- ラブ・マイナス・ゼロ - 大洋図書『SHYノベルス』著：榊花月（2003年2月）
- 学園寮のイノセント！ -  ビブロス『ビーボーイノベルズ』著：水島忍 （2003年3月）
- 君と緋色の恋を抱き - プランタン出版『プラチナ文庫』著：高月まつり（2003年5月）
- 名前のない関係 - 白泉社『花丸ノベルズ』著：椎崎夕 （2003年9月）
- 秘密は白薔薇の下に - 	大洋図書『SHYノベルス』著：遠野春日（2003年9月）
- 少年はわがままな恋の虜 - リーフ出版『リーフノベルズ』著：池戸裕子（2003年12月）
- 僕だけの騎士 - プランタン出版『プラチナ文庫』著：愁堂れな（2004年1月）
- 僕は瞳の中にいる - 小学館『パレット文庫』著：あさぎり夕（2004年7月）
- 蒼天の月 - 幻冬舎コミックス『リンクスロマンス』著：可南さらさ（2005年2月）
- ゆめのつるぎ 少年源頼朝の巻 - 集英社『コバルト文庫』著：若木未生（2005年4月）
- 蒼天の覇者―風の系譜― - 大洋図書『SHYノベルス』著：高岡ミズミ（2005年11月）
- シュバルツ・ヘルツ―黒い心臓― - 集英社『コバルト文庫』著：桑原水菜（2006年1月 - 2010年1月）1 - 12巻（番外編を含まず）まで。
- プールいっぱいのブルー - 新書館『ディアプラス文庫』著：松前侑里（2007年6月）
- 僕と『彼女』の首なし死体 - 角川書店 単行本 著：白石かおる（2009年5月） / 『角川文庫』（2012年9月）
- Heimat Rose 新装版 - 海王社『ガッシュ文庫』著：鈴木あみ（2010年2月 - 5月）全4巻。